# Chiến sĩ thi đua
Chiến sĩ thi đua là danh hiệu vinh dự tặng thưởng cho cá nhân lập thành tích xuất sắc trong phong trào thi đua, chiến đấu hoặc sản xuất ở Việt Nam. Danh hiệu này đặt ra theo Nghị quyết 104/CP ngày 18 tháng 7 năm 1963 sau đó thay thế bằng Nghị định số 156/1998/NĐ-CP ngày 30 tháng 7 năm 1998 của Chính phủ Việt Nam. Trong Quân đội Nhân dân Việt Nam, Chiến sĩ thi đua thường được lựa chọn sau khi kết thúc một nhiệm vụ tác chiến, công tác..., một cuộc vận động hoặc tổng kết thi đua hằng năm. Trong các ngành sản xuất và nghiên cứu khoa học kĩ thuật, chiến sĩ thi đua được lựa chọn trong các kì tổng kết công tác hằng năm và kế hoạch 5 năm.
Phong trào thi đua yêu nước do Chủ tịch Hồ Chí Minh phát động từ năm 1948. Đại hội thi đua lần thứ nhất khai mạc 1/5/1952 tại Đại Từ, Thái Nguyên; có 154 chiến sĩ thi đua công, nông, binh và lao động trí óc toàn quốc về dự. Cũng tại đại hội này, các chiến sĩ thi đua lần đầu tiên được phong tặng tiêu biểu như Cao Viết Bảo, Giáp Văn Khương, Vũ Viết Thân, Phạm Thị Thành

## Quy định
1. Chiến sĩ thi đua cấp cơ sở (xã, phường, xí nghiệp, công ty, trường học, bệnh viện và cấp tương đương), xét chọn mỗi năm một lần khi kết thúc năm kế hoạch Nhà nước.
2. Chiến sĩ thi đua cấp huyện, quận, thị xã và cấp tương đương là những người tiêu biểu, xuất sắc nhất trong số những chiến sĩ thi đua ở các cơ sở do huyện trực tiếp quản lý. Chiến sĩ thi đua cấp huyện, quận, thị xã và cấp tương đương xét chọn mỗi năm một lần.
3. Chiến sĩ thi đua cấp tỉnh, thành phố và đặc khu trực thuộc Trung ương là những người tiêu biểu, xuất sắc nhất trong số những chiến sĩ thi đua huyện, chiến sĩ thi đua của các ngành thuộc tỉnh, thành phố, đặc khu và chiến sĩ thi đua của các cơ sở Trung ương đóng tại địa phương. Chiến sĩ thi đua cấp tỉnh, thành phố, đặc khu trực thuộc Trung ương xét chọn vào năm thứ ba và năm cuối của kế hoạch Nhà nước 5 năm.
4. Chiến sĩ thi đua ngành (cả nước) là những người tiêu biểu, xuất sắc nhất trong số những chiến sĩ thi đua của các cơ sở thuộc ngành kể cả các cơ sở cùng ngành do tỉnh quản lý. Chiến sĩ thi đua ngành xét chọn vào năm thứ ba và năm cuối của kế hoạch Nhà nước 5 năm. Chiến sĩ thi đua ngành có thể mang một tên riêng phù hợp với nghề nghiệp do Thủ trưởng ngành định, sau khi có sự thoả thuận của Hội đồng thi đua toàn quốc.
5. Chiến sĩ thi đua toàn quốc là những người tiêu biểu xuất sắc nhất trong số những chiến sĩ thi đua của ngành. Chiến sĩ thi đua toàn quốc xét chọn 5 năm một lần.

## Văn bản
Chiến sĩ thi đua ở Việt Nam được quy định trong các văn bản sau:
- Nghị định số 104-CP ngày 18-7-1963 của Hội đồng Chính phủ ban hành Điều lệ quy định các danh hiệu và tiêu chuẩn thi đua
- Nghị định Số: 247/HĐBT ngày 23 tháng 09 năm 1985 về quy định cụ thể danh hiệu chiến sĩ thi đua[liên kết hỏng]
- Luật Tổ chức Chính phủ ngày 25 tháng 12 năm 2001;
- Luật Thi đua, Khen thưởng ngày 26 tháng 11 năm 2003 và Luật Sửa đổi, bổ sung một số điều của Luật Thi đua, Khen thưởng ngày 14 tháng 6 năm 2005;
- Nghị định số 121/2005/NĐ-CP ngày 30 tháng 9 năm 2005 của Chính phủ quy định chi tiết và hướng dẫn thi hành một số điều của Luật Thi đua, Khen thưởng và Luật sửa đổi, bổ sung một số điều của Luật Thi đua, Khen thưởng;